# SWMRS
Az SWMRS kaliforniai punk zenekar. Eredetileg Emily’s Army-ként volt ismert, majd később “Swimmers” névre nevezték át magukat. Ez a név azonban nehezen megtalálható lett volna, így döntöttek végül a “SWMRS” elnevezés miatt.
Műfajuk nehezen specializálható, hiszen az eredetileg pop-punk bandaként indult zenekar dalait nehezen lehetne bekategorizálni. Többyire punk alapú, garage, surf és indie elemekkel átszőtt stílusban mozognak.
A “SWMRS” név alatt megjelent első albumuk a Drive North (2016). 2019-ben fog megjelenni második albumuk, Berkeley’s on Fire címmel.
Jelenlegi megjelent kislemezeik/single-jeik a “Miley/Uncool”, a “Berkeley’s on Fire”, illetve az “April in Houston”. Számos videóklipjük is lészült, melyet többek között a “Fueled by Ramen” adott ki.
Tagjai a Becker testvérek (Max és Cole) mellett Seb Mueller, és Joey Armstrong (a Green Day Billie Joe Armstrong-jának fia). Gitárt és vokált Max és Cole adnak, a basszusgitáros Seb, a dobos pedig Joey. 2018-ban Joey testvére, Jakob Danger Armstrong is csatlakozott a zenekarhoz. A zenekart még iskolás korukban alapították Oakland-ben Travis Neumann basszusgitárossal, aki azonban később elhagyta a zenekart.